# Eretmopus marinaria
Eretmopus marinaria là một loài bướm đêm trong họ Geometridae.